# Monti Phetchabun
I monti Phetchabun (in lingua thai: ทิวเขาเพชรบูรณ์, in RTGS: Thio Khao Phetchabun) sono un sistema montuoso della Thailandia. Sono formati da due catene parallele che si estendono in direzione nord-sud, con la valle del fiume Pa Sak che le divide.

## Geografia

Mappa dell'Isan, sulla sinistra in alto sono evidenziate le due catene dei monti Phetchabun

Le due catene hanno circa la stessa lunghezza, la occidentale è il prolungamento di quella dei monti di Luang Prabang, mentre la orientale costituisce lo spartiacque tra il bacino idrografico del fiume Chao Phraya della Thailandia Centrale e quello dei fiumi dell'altopiano di Korat, nella Thailandia del Nordest, detta anche Isan. Le catene montuose prendono il nome dalla città di Phetchabun, situata nella zona occidentale del sistema.
La vetta più alta è il Phu Man Khao, che raggiunge i 1820 metri s.l.m. e che fa parte del Parco Nazionale Phu Hin Rong Kla, nella parte nord del sistema montuoso. Altre montagne importanti sono Phu Kradueng, Phu Luang e Phu Ruea. Verso sud, la catena occidentale degrada nella pianura centrale thailandese, mentre quella orientale si unisce alla catena dei monti Dong Phaya Yen, assieme ai quali forma il confine naturale occidentale dell'Isan.
I monti Phetchabun sono formati da roccia calcarea mista ad ardesia e ad arenaria. Meno frequente è la roccia magmatica, presente con granito, basalto e porfido.

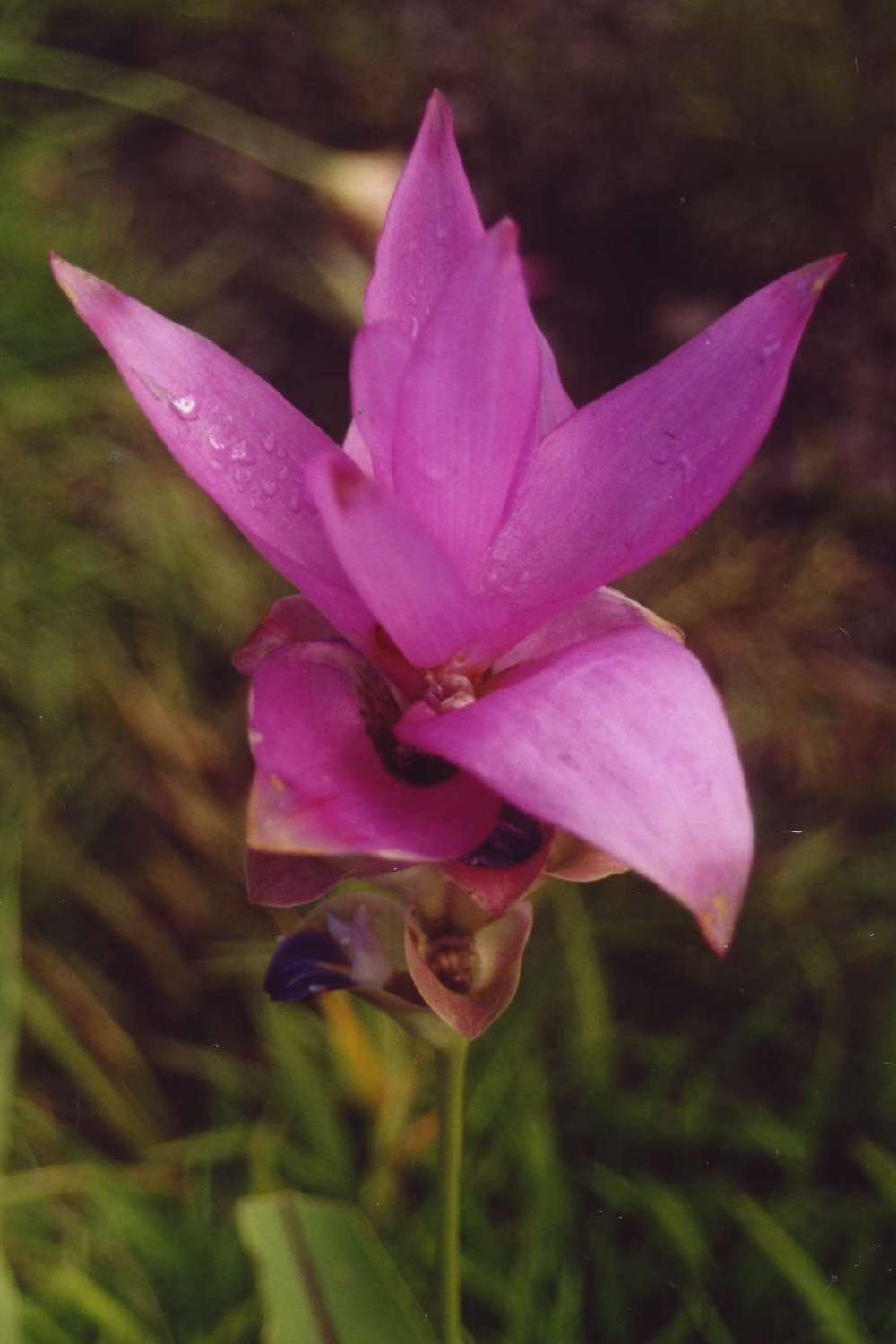
Tulipano siamese

Caratteristiche del sistema sono le strane conformazioni di alcune delle sue rocce e la massiccia presenza dei fiori chiamati Curcuma alismatifolia (in italiano: tulipano siamese, in thai: ดอกกระเจียว, in RTGS: dok krachiao), che crescono spontaneamente.

## Storia
Fino a pochi decenni fa, solo la linea ferroviaria Bangkok - Khorat ed un'autostrada attraversavano il sistema montuoso che comprende i monti Phetchabun e i Dong Phaya Yen. Prima della costruzione della ferrovia, all'inizio del XX secolo, la separazione tra l'Isan e la Thailandia centrale era più marcata.
Nel periodo compreso tra il 1968 ed il 1982, i monti Phetchabun furono una roccaforte della guerriglia armata del Partito Comunista della Thailandia. Diverse furono le imboscate e i rastrellamenti eseguiti nella zona, fino a quando la guerriglia fu estirpata da reparti dell'Esercito Thailandese.

## Parchi nazionali
Diversi sono i parchi nazionali ed altre aree protette presenti nei monti Phetchabun, che dal 2005 sono candidati per l'ammissione tra i Patrimoni dell'umanità dell'UNESCO.
Di seguito, la lista delle principali aree protette dei monti Phetchabun:
- Parco Nazionale Nam Nao
- Parco Nazionale Pa Hin Ngam, che si estende sul versante dell'altopiano di Korat.
- Parco Nazionale Phu Hin Rong Kla
- Parco Nazionale Phu Khiao Wildlife Sanctuary
- Parco Nazionale Phu Kradung
- Phu Luang Wildlife Sanctuary
- Parco Nazionale Thung Salaeng Luang